# Oleh Petròvitx Txujda
Oleh Petròvitx Txujda (en ucraïnès: Олег Петрович Чужда), (Kíiv, Ucraïna, 23 de juliol de 1963) és un eciclista ucraïnès, ja retirat que fou professional del 1990 fins al 1994. És el pare del també ciclista Oleg Chuzhda. Els seus principals èxits els aconseguí mentre era amateur, com ara el Giro della Lunigiana de 1981, la Volta a Navarra de 1983 i la Milk Race de 1984.

## Palmarès
- 1980
  -  Campió del món júnior en contrarellotge per equips (amb Viktor Demidenko, Sergueï Voronine i Sergei Tschapk)
- 1981
  - 1r al Giro della Lunigiana
- 1982
  - Vencedor d'una etapa a la Milk Race
- 1983
  -  Campió del món dels 100 km contrarellotge per equips en ruta, amb Iuri Kaixirin, Serguei Navolokin i Aleksandr Zinóviev
  - 1r a la Volta a Navarra
  - Vencedor de 4 etapes a la Volta a Bulgària
- 1984
  - 1r a la Milk Race i vencedor de 4 etapes
- 1985
  - Vencedor d'una etapa a la Milk Race
- 1986
  - 1r al Tour de Sotchi i vencedor de 2 etapes
- 1987
  - 1r al Memorial Coronel Skopenko

### Resultats a la Volta a Espanya
- 1992. Abandona.
- 1994. 71è de la classificació general